# Ksenija Miszyna
Ksenija Ołeksandriwna Miszyna (ukr. Ксенія Олександрівна Мішина; ur. 18 czerwca 1989 w Sewastopolu) – ukraińska aktorka teatralna i filmowa, a także prezenterka telewizyjna.

## Życiorys
W 2007 zdobyła tytuł wicemiss w sewastopolskim konkursie piękności oraz otrzymała specjalną nagrodę publiczności.
Po ukończeniu szkoły średniej przeniosła się do Kijowa, gdzie studiowała aktorstwo w warsztacie Dmitrija Bogomazowa na Wydziale Teatralnym Kijowskiego Narodowego Uniwersytetu Teatru, Kina i Telewizji im. Iwana Karpenki-Karego. Studia ukończyła w 2015.
W 2010 wzięła udział w castingu do programu telewizyjnego Ukraina słozam ne wiryć, w którym nagrodą główną były trzy główne role w musicalu Konstantina Meladze.
Jeszcze podczas studiów, w 2014, zadebiutowała na ekranie. Po ukończeniu uczelni została aktorką Kijowskiego Akademickiego Teatru Młodego Widza.
Popularność i uznanie zdobyła w 2019 dzięki kreacji antagonistki, okrutnej dziedziczki Lidii Szefer, w serialu historycznym Zniewolona.
Od sierpnia do listopada 2019 brała udział w programie tanecznym Tanci z zirkamy, w parze z choreografem Jewhenem Kotem. Para zwyciężyła w programie.
23 października 2020 na antenie stacji STB zadebiutował reality show Chołostiaczka, w którym o względy Ksenij Miszyny rywalizowało 15 mężczyzn. W finale wybrała komika Ołeksandra Ellerta. We wrześniu 2021 para się rozstała.
W latach 2021-2023 grała w chorwacko-ukraińskim serialu Cisza, a także belgijskim serialu Fair Trade.